# Feldkirchen bei Mattighofen
Pour les articles homonymes, voir Feldkirchen.
Feldkirchen bei Mattighofen est une commune autrichienne du district de Braunau am Inn en Haute-Autriche.